# Aplodactylus guttatus
Aplodactylus guttatus is een  straalvinnige vissensoort uit de familie van aplodactiliden (Aplodactylidae). De wetenschappelijke naam van de soort is voor het eerst geldig gepubliceerd in 1848 door Guichenot.